# Nova Scotia duck tolling retriever
Il Nova Scotia Duck Tolling Retriever, chiamato familiarmente anche Toller, è il cane più piccolo del gruppo dei Retriever (cani da riporto), ma il più vivace e sportivo. 
Ha il pelo fulvo o rosso e può avere delle macchie bianche, di diverse dimensioni, sul petto, sulle zampe, sul muso e sulla fronte. 

## Storia
La razza è stata sviluppata per la prima volta nella comunità di Little River Harbour, nella Contea di Yarmouth in Nuova Scozia, Canada ed è stata riconosciuta ufficialmente come razza pura nel 1945 dal Canadian Kennel Club. 
Si tratta di una razza che è stata ottenuta attraverso l'incrocio di vari tipi di esemplari di razze canine da caccia e da riporto, appartenenti alle famiglie dei retriever (principalmente Chesapeake bay retriever e golden retriever), dei setter e dei collie, con l'obiettivo di creare un nuovo cane che fosse di taglia media e soprattutto poliedrico, in quanto adatto per la caccia ma specializzato nel riporto e nel “tolling” (attività dalla quale deriva il suo nome), da impiegare nella caccia alle anatre, attività molto diffusa in Canada. 
La razza, che si è perfezionata nella seconda metà del novecento, ha acquisito ampia popolarità a partire dagli anni '80, ma quasi unicamente in Canada e negli Stati Uniti; nel 1995 è stata dichiarata razza rappresentativa della provincia canadese della Nuova Scozia. 
Negli ultimi anni ha avuto una buona diffusione in nord e centro Europa, prevalentemente in Scandinavia e in Belgio e Olanda e, da pochi anni, ha iniziato la sua diffusione in Italia.

## Descrizione
Usa una tecnica di caccia che ricorda quella della volpe: attirare le anatre nascondendosi nel canneto e muovendo la coda per poi spaventarle mettendole a tiro del cacciatore. 
È un cane socievole con tutti: bambini e anziani, che vuole sentirsi parte integrante della famiglia in cui vive. Generalmente convive molto bene con altri cani in quanto non è una razza particolarmente dominante. 
È un cane che non abbaia quasi mai e può vivere in qualunque contesto purché gli si garantisca l'esercizio fisico necessario: infatti ha bisogno di esercizi vari e completi, perché mal sopporta la routine. 
Per quanto riguarda la salute è un cane abbastanza sano, con una speranza di vita superiore alla media. 
Il mantello non ha bisogno di particolari cure estetiche: basta spazzolarlo e lavarlo solo quando è veramente sporco.